# ۴ نفر برای تگزاس
۴ نفر برای تگزاس (انگلیسی: 4 for Texas) فیلمی در ژانر کمدی و وسترن به کارگردانی رابرت آلدریچ است که در سال ۱۹۶۳ منتشر شد.

## بازیگران
- فرانک سیناترا
- دین مارتین
- آنیتا اکبرگ
- اورزولا اندرس
- چارلز برانسون
- ویکتور بوینو
- ریچارد جاکل
- مایک مازورکی
- جک ایلام
- ویرجینیا کریستین
- الن کوربی
- جک لمبرت
- پال لنگتون
- گریدی ساتن
- فریتس فلد
- ماریو سیلتی
- ایوا سیکس
- نیک دنیس